# La Bombe (roman)
Pour les articles homonymes, voir La Bombe.
La Bombe est un roman de José Antonio Gurriarán paru en 1982 en version originale (langue espagnole) et paru en version française en 2015 (Éditions Thaddée).

## Sujet
La Bombe est un roman autobiographique qui retrace l'attentat dont l'auteur a été victime, ainsi que son soutien à la cause arménienne.

## Éditions
Le roman parait en 1982 en version originale sous le titre La bomba - un no rotundo a la destrucción y a la muerte y un viva a la vida (Éditions Planeta).
Il est traduit en arménien (Éditions Sirar) en 2010 et en français aux Éditions Thaddée le 28 avril 2015 avec une préface de Robert Guédiguian.

## Adaptation au cinéma
- 2015 : Une histoire de fou[2] de Robert Guédiguian.

## Documentaire
- 2015 : Le film-docu JA Gurriarán réalisé par Audrey Valtille[3]  (avec la collaboration de Robert Guédiguian) et diffusé sur la chaîne Ciné+ Club fait largement référence au roman. Le documentaire, rebaptisé Una bomba de más dans sa version espagnole a été diffusé également à la télévision espagnole ainsi que dans des festivals de cinéma[4].